# طوفان گناه
طوفان گناه (به هندی: Paap Ki Aandhi) فیلمی محصول سال ۱۹۹۱ و به کارگردانی مهول کومار است. در این فیلم بازیگرانی همچون درمندرا، آدیتای پانچولی، فرح، آمریتا سینگ، کیران کومار، آنجانا ممتاز، بینا بانرجی، راج کیران، راضا مراد، پانت ایثار، شاکتی کاپور ایفای نقش کرده‌اند.